# برایان انگوابیجه
برایان انگوابیجه (انگلیسی: Bryan Ngwabije؛ زادهٔ ۳۰ مهٔ ۱۹۹۸) بازیکن فوتبال متولد فرانسه است که به عنوان مدافع میانی بازی می‌کند.
وی همچنین در تیم ملی فوتبال رواندا بازی کرده‌است.